# Hästetjärnet, Värmland
Hästetjärnet är en sjö i Eda kommun i Värmland och ingår i Göta älvs huvudavrinningsområde. Sjöns area är 0,013 kvadratkilometer och den är belägen 264 meter över havet.